# Anton Wolff (Grafiker)

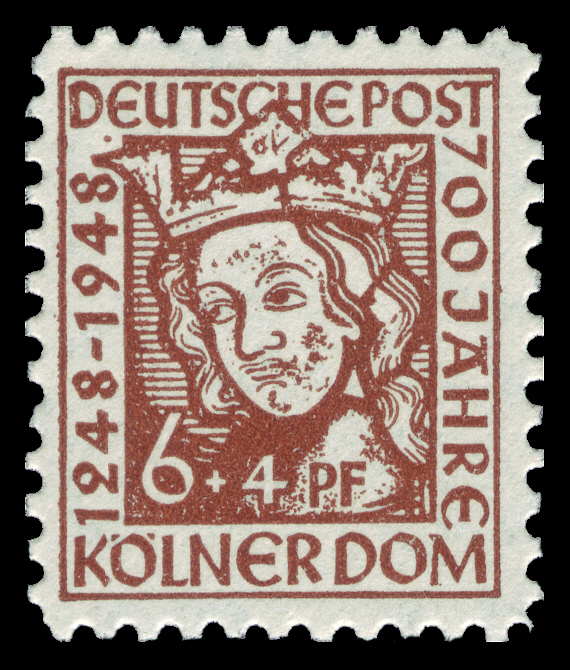
Briefmarke von 1948, Entwurf: Anton Wolff

Anton (Toni) Wolff (* 6. Februar 1911 in Köln; † 1980 ebenda) war ein deutscher Grafiker, Grafikdesigner und Hochschullehrer.

## Leben und Werk
Wolff studierte  in den 1920er Jahren an den Kölner Werkschulen Malerei bei Friedrich Ahlers-Hestermann und Richard Seewald sowie Grafik bei Heinrich Hußmann.
Nach einem Bühnenbildner-Praktikum 1931/32 am Kölner Opernhaus entschied er sich, als freischaffender Maler tätig zu sein. Die Gestaltung von Grafiken und Plakaten dienten dem Lebensunterhalt.
1934 gründete er zusammen mit Franz M. Jansen, Käthe Schmitz-Imhoff, Irmgart Zumloh und Wilhelm Geißler die Woensam-Presse, benannt nach Anton Woensam, einem Kupferstecher, Holzschneider und Kunstdrucker des 16. Jahrhunderts.
Die Ausgabe und der Verkauf von preiswerten Original-Grafiken und Drucken erschien dieser „Werkgemeinschaft Deutscher Grafiker“ finanziell erfolgversprechender, als unverkäufliche Gemälde in Ausstellungen und Galerien zu präsentieren. Einige Mitglieder der Presse, darunter Anton Wolf, stellten ihre Arbeiten regelmäßig im Kölnischen Kunstverein aus.
Seit 1942 war er an den Kölner Werkschulen – zu dieser Zeit herabgestuft als Kölner Meisterschule – beschäftigt, wo er Anatomie und figürliches Zeichnen unterrichtete.

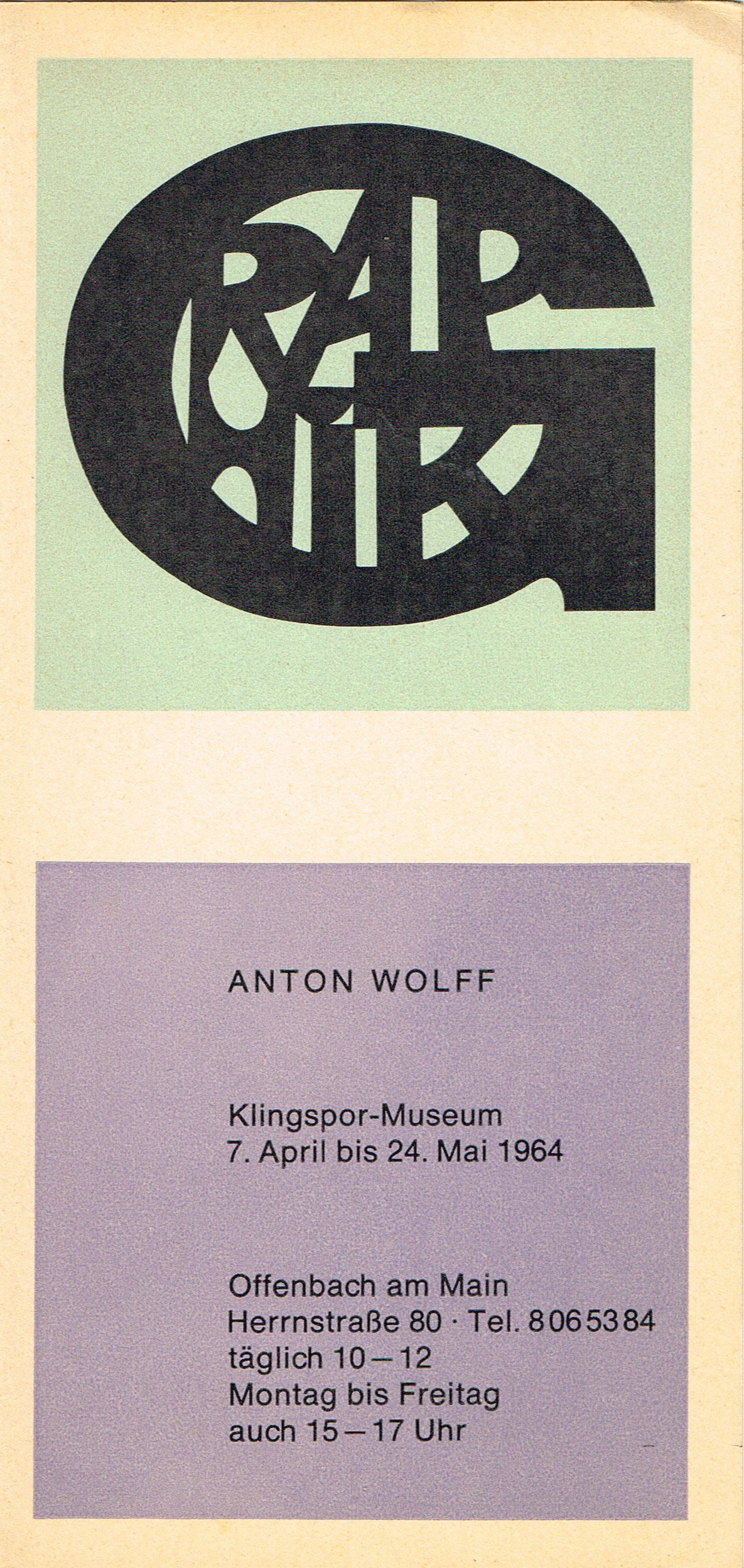
Einladungskarte zur Ausstellung im Klingspor-Museum 1964

1946 war Wolff mit an der Gründung der Arbeitsgemeinschaft Kölner Künstler beteiligt, die von der Stadt Köln finanzierte Jahresausstellungen durchsetzen konnte. Die Organisation lag dabei in den Händen des Kunstvereins, die Jurierung oblag den Mitgliedern der Arbeitsgemeinschaft. Im selben Jahr eröffneten die Kölner Werkschulen wieder und Wolff wurde als Fachlehrer für die Vorschulklasse „Zeichnen und kompositionelle Übungen“ übernommen; ab 1961 (andere Quelle: 1963) leitete er die Klasse „Dekorative Malerei“. 1968 bis zu seiner Emeritierung war er Fachbereichsleiter „Graphik-Design“. Nach der Eingliederung der Werkschulen in die Fachhochschule Köln erhielt er 1973 den Titel Professor. 1976 ging er in den Ruhestand.
Der Schwerpunkt seiner Arbeit verlagerte sich über die Jahre zunehmend von Malerei auf grafische Aufgaben. Aus Wolffs Hand stammten in der unmittelbaren Nachkriegszeit Plakatentwürfe für diverse größere Ausstellungen, so etwa 1948 Christliche Kunst der Gegenwart sowie die 700-Jahr-Feier des Kölner Doms. Für den Neubau des WDR-Funkhauses am Wallrafplatz entwarf er zwei Wandmalereien in Kantine und Teestube in „signethafter Abstraktion“. Seit 1952 war er für die graphischen Aufgaben des WDR – Plakate, Schallplattencover, Prospekte, Bucheinbände – verantwortlich. Mit seinen „zahllosen“ Plakatentwürfen für den Sender wurde er zu einem der wichtigsten Kölner Plakatkünstler der 1950er und 1960er Jahre.

## Ausstellungen (Auswahl)
- 1934: Reihe Kölner Künstler stellen Graphik aus, Wallraf-Richartz-Museum[7]
- 1939: Künstler aus dem deutschen Westen, Kölnischer Kunstverein[4]

- 1942/1943: Kölner Zeichner, Kölnischer Kunstverein (15. Juli – 15. August 1942) und Städtische Galerie, München (28. November 1942 – 31. Januar 1943)[8]
- 1964: Klingspor-Museum (7. April bis 24. Mai), Offenbach am Main

## Werke (Auswahl)
- Plakat für den Aufbau des Kölner Doms "Helft dem Kölner Dom" (1947)
- Festpostkarte zur 700-Jahr-Feier der Grundsteinlegung des Kölner Doms (1948)
- Wandmalerei in der Teestube im Neuen Kölner Funkhaus (1953)
- Wandmalerei in der Kantine im Neuen Kölner Funkhaus (1953)
- Reliefwand im Präsidium des Deutschen Roten Kreuzes, Bonn (1958)
- Wandgestaltung des Treppenaufgangs im Motorschiff "Berlin" (1960)
- Plakat für das 34. Musikfestival Köln (1960)
- Kirchenfenster St. Lambertus Immerath (1975, 2018 abgerissen)